# Wilhelm von Bode

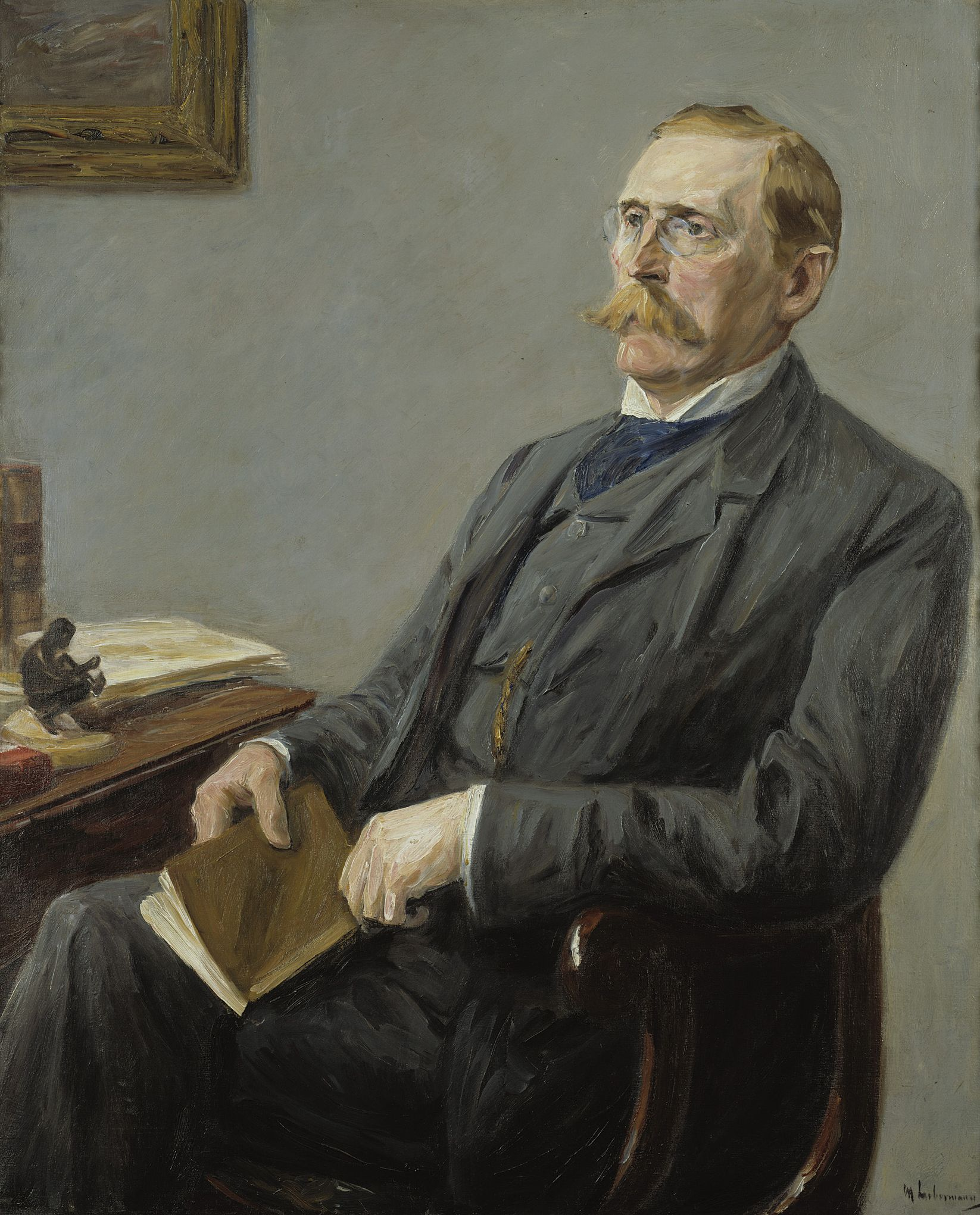
Max Liebermann:
Bildnis Dr. Wilhelm Bode, 1904

Wilhelm von Bode (* 10. Dezember 1845 in Calvörde, Kreis Helmstedt, Herzogtum Braunschweig; † 1. März 1929 in Berlin), gebürtig Arnold Wilhelm Bode, geadelt 1914, war ein deutscher Kunsthistoriker. Der Museumsfachmann gilt als der Mitbegründer des modernen Museumswesens. Er war eine der zentralen Persönlichkeiten in der deutschen Kultur des späten 19. und frühen 20. Jahrhunderts.
Bode war ab 1883 Direktor der Berliner Skulpturensammlung, ab 1890 der Gemäldegalerie. 1889 bis 1914 leitete er ebenfalls die Neugründung der im Deutsch-Französischen Krieg vernichteten städtischen Kunstsammlungen der Stadt Straßburg. 1904 wurde nach seiner Konzeption das heute nach ihm benannte Kaiser-Friedrich-Museum auf der Berliner Museumsinsel gegründet. Von 1905 bis 1920 war er dort Generaldirektor der Königlichen Museen, die er um mehrere neue Abteilungen erweiterte. Er schuf grundlegende Arbeiten zur Geschichte der deutschen, niederländischen und italienischen Malerei und Plastik. Aufgrund seines entscheidenden Einflusses auf die Entwicklung der Berliner Kunstsammlungen wurde er auch „Museums-Condottiere“ und „Bismarck der Berliner Museen“ genannt.

## Leben

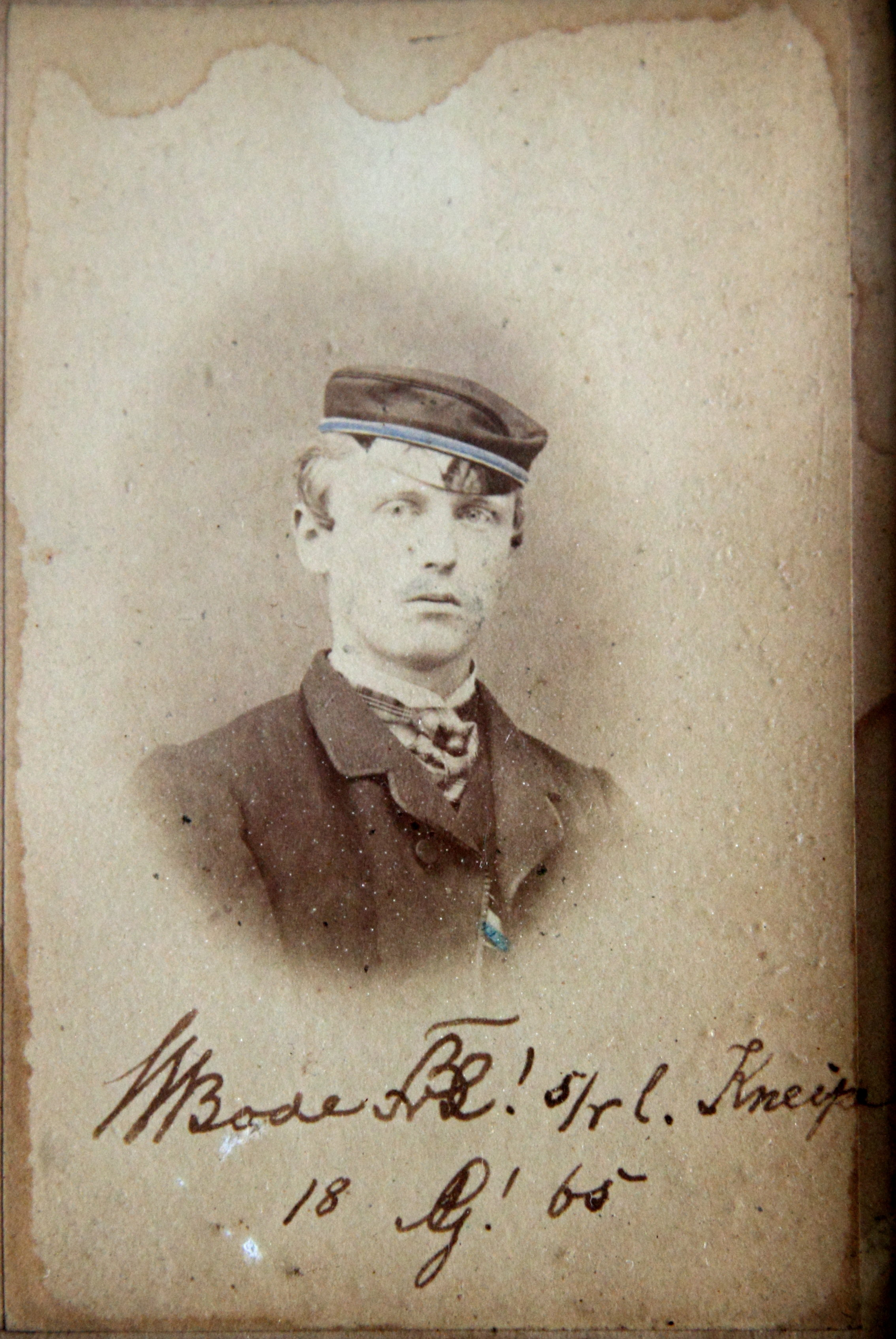
Wilhelm Bode als Student in Göttingen 1865

Bodes Vater war der Richter Wilhelm Bode, Oberlandesgerichtsrat und 1867 bis 1881 nationalliberaler Reichstagsabgeordneter. Seine Mutter Emilie geb. Rimpau (1820–1894) war eine Schwester des Agrarpolitikers Wilhelm Rimpau. Sein Großvater Wilhelm Julius Ludwig Bode war Stadtdirektor von Braunschweig. Der Helmstedter Theologieprofessor Heinrich Philipp Konrad Henke war sein Urgroßvater.
In erster Ehe war Wilhelm Bode seit 1882 mit Marie Rimpau, einer Tochter des zuvor genannten Wilhelm Rimpau und dessen Frau Sophie Bode, verheiratet. Sie war gleichzeitig seine Cousine väterlicher- wie mütterlicherseits. In zweiter Ehe war er seit 1894 mit Anna von Gmelin, einer Tochter des württembergischen Juristen und Senatspräsidenten Wilhelm von Gmelin und dessen Frau Agathe Bruns, verheiratet. Insgesamt hatte Bode drei Töchter, darunter Marie Bode, die 1915 den Völkerrechtler Viktor Bruns heiratete.
Nach dem Abitur in Braunschweig begann Bode 1863 an der Universität Göttingen Rechtswissenschaft zu studieren. 1865 wurde er im Corps Brunsviga Göttingen recipiert. Als Inaktiver wechselte er an die Universität Berlin. Schon im 1867 beendeten Jurastudium zeigte sich sein Interesse an Kunstgeschichte. Während seiner Referendarszeit in Braunschweig ordnete er die herzoglichen Kunstsammlungen zum Teil systematisch.
In dieser Zeit begannen auch die Reisen zu holländischen und belgischen Museen und Privatsammlungen, aber auch nach Italien. Nach seiner (nicht abgeschlossenen) Auditor-(Assessor)-Zeit studierte er noch Kunstgeschichte und Archäologie in Berlin und Wien. Als Auditor war er nur beurlaubt und blieb bis zu seinem Tod offiziell „herzoglicher Auditor im Beurlaubtenstand“. 1870 wurde er in Leipzig mit einer Dissertation zum Thema Frans Hals und seine Schule promoviert.

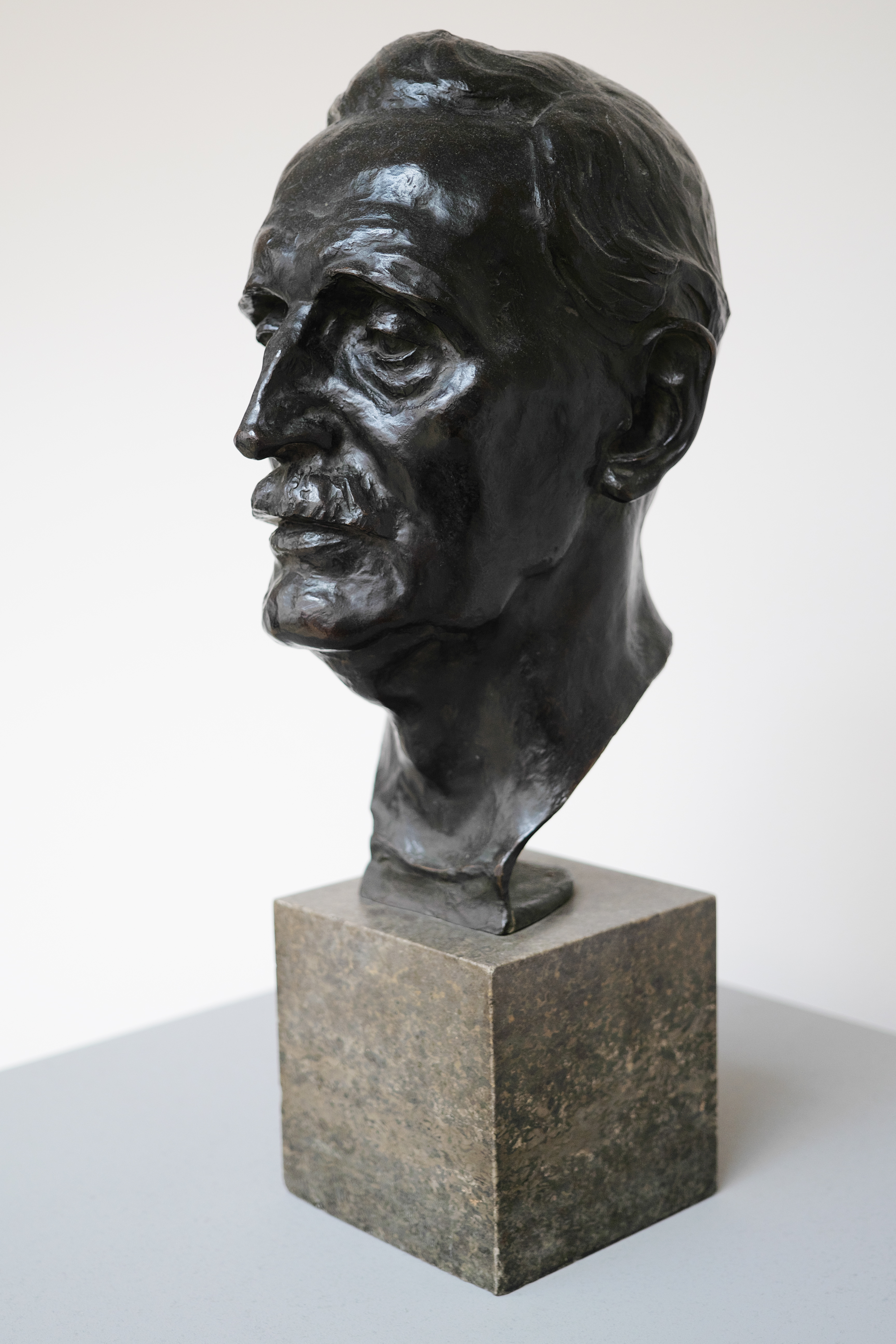
Bronzebüste von Wilhelm von Bode in der Berliner Gemäldegalerie

Im Jahr 1872 trat er in den Königlichen Museen zu Berlin seine Stellung als Assistent in der Skulpturenabteilung an, deren Direktor er 1883 wurde. Seine kunsthistorische Kompetenz und seine ausgezeichneten Beziehungen zu Künstlern und Sammlern sowie zur Kaiserfamilie ermöglichten ihm gleich zu Beginn seiner Tätigkeit spektakuläre Ankäufe – trotz der zunächst bescheidenen Mittel. Oberster Schirmherr der Museumsinsel war der Kronprinz Friedrich.

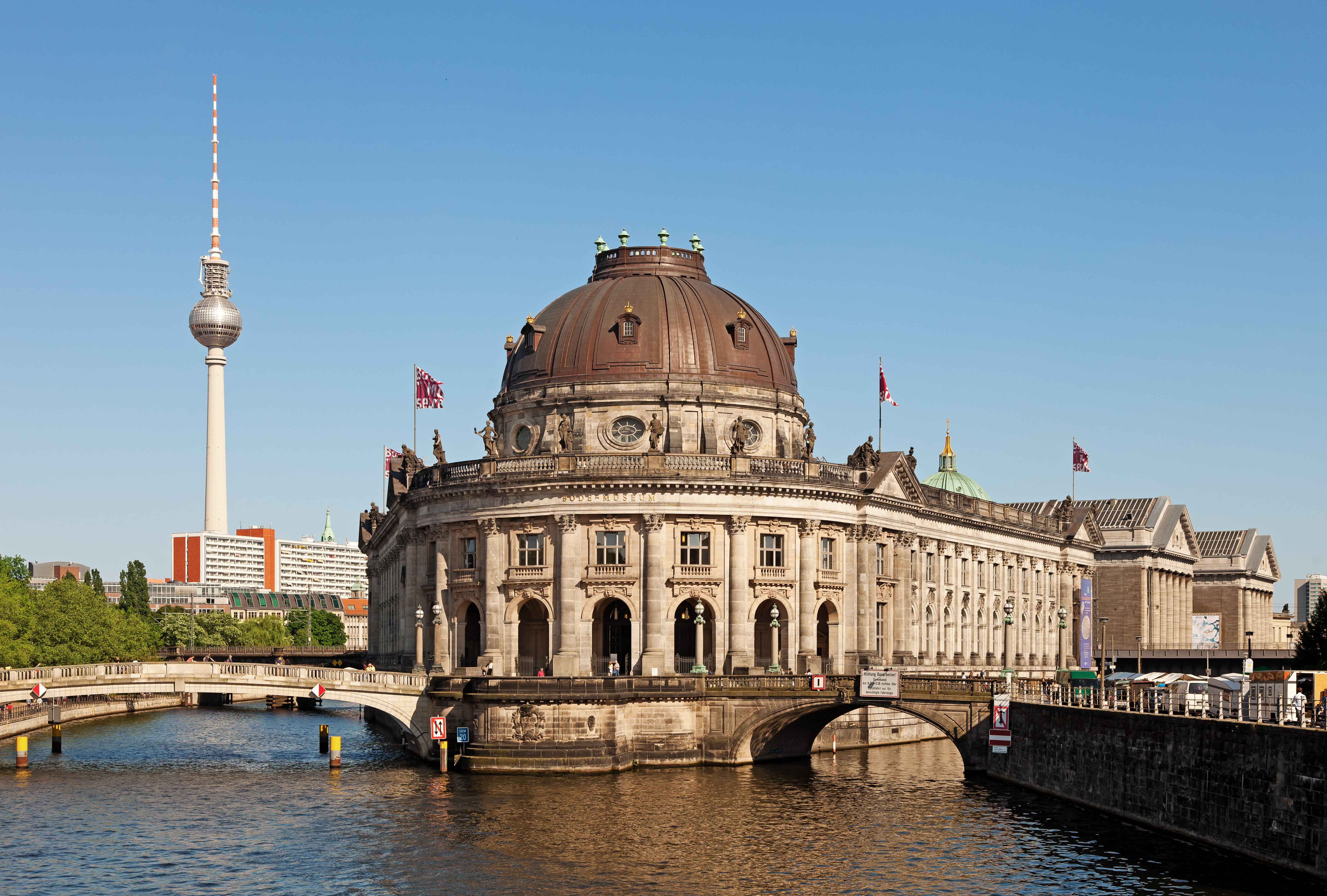
Bode-Museum an der Monbijou-Brücke an der nordwestlichen Spitze der Museumsinsel, wo links Spree und rechts Kupfergraben zusammenfließen

Zu Beginn seiner Amtszeit konnte Berlin als neue Hauptstadt im Bereich der Kunst nicht mit München oder Dresden, geschweige denn mit Paris und dem Louvre konkurrieren. Anfangs motiviert durch chronischen preußischen Geldmangel für Kunst, knüpfte Bode zeitlebens ein internationales Netzwerk von Sammlern, Stiftern und Mäzenen. Angefangen mit etwa 50 Berliner Privatsammlern wie James Simon, Adolph Thiem, Louis Fréderic Jacques Ravené (spitz porträtiert durch Theodor Fontane in dem Roman L’Adultera), Oscar Hainauer, Oscar Huldschinsky, Eduard Georg Simon, Eugen Gutmann, Paul Davidsohn, August von der Heydt, Jacques Mühsam, Marcus Kappel, Leopold Koppel, Eduard Arnhold, Carl von Hollitscher suchte Bode immer mehr Sammler, die nach dem Motto seines Schülers Max J. Friedländer lebten: „Der Kunstbesitz ist so ziemlich die einzig anständige und vom guten Geschmack erlaubte Art, Reichtum zu präsentieren.“ Beispielhaft ist sein Verhältnis zu James Simon, dem für Bode vermutlich wichtigsten Privatsammler, mit dem er auch in der Deutschen Orient-Gesellschaft zusammenarbeitete. Mit Einverständnis Simons beriet ihn Bode beim Aufbau seiner Sammlung so, dass die Kunstwerke bei einer späteren Schenkung die Bestände der staatlichen Museen sinnvoll ergänzen konnten. Trotz der engen Beziehungen zu jüdischen Mäzenen wie Simon sind unter anderem aus Briefen Bodes antisemitische Äußerungen bekannt (jedoch keine öffentlich).
Im Jahr 1883 präsentierte Bode in der Akademie der Künste fünfzig Berliner Sammler mit dreihundert Kunstwerken aus deren Besitz. Er hatte den Katalog geschrieben. Durch die Aktivitäten Bodes verdichtete sich das Berliner Kulturklima, der Antiquitätenhandel erblühte. Es erschienen neue Feuilletons durch neu gegründete Kunstredaktionen, deren bekannteste Vertreter Julius Meier-Graefe, Fritz Stahl, Adolf Behne, Karl Scheffler, Max Osborn, Adolph Donath und nicht zuletzt Ludwig Pietsch waren. Berliner Großzeitungsverleger wie Rudolf Mosse fingen an, Kunst zu sammeln. 1887 gründete Bode „Die Kunstgeschichtliche Gesellschaft zu Berlin“. Ihm zur Seite standen dabei Friedrich Lippmann, Direktor des Kupferstichkabinetts, und Robert Dohme, Hausbibliothekar Kaiser Wilhelms I., gleichzeitig Direktor der Kunstsammlungen des preußischen Königshauses.
1889 wurde ihm die Leitung der Neubestückung der Straßburger Kunstsammlungen anvertraut, mit der er sich bis Ausbruch des Ersten Weltkriegs befasste. Aus seinen Bemühungen gingen die Grundstöcke der Sammlungen des Musée des Beaux-Arts de Strasbourg, des Grafikkabinett Straßburg, des Musée des Arts décoratifs de Strasbourg, des Musée de l’Œuvre Notre-Dame und, in geringerem Maße, des Musée d’Art Moderne et Contemporain de Strasbourg hervor. Seit 1890 leitete er auch die Berliner Gemäldegalerie. Generaldirektor der Königlichen Museen zu Berlin wurde er 1905 als Nachfolger Richard Schönes.
Bode verstand sich gut mit Kaiser Wilhelm II. und konnte so viele Intrigen gegen sich abwehren. Beispielsweise unterstützte er zu Beginn des Ersten Weltkriegs u. a. den Kaiser zusammen mit vielen anderen Intellektuellen im Manifest der 93. Durch geschickte Kaffee-Kranz-Diplomatie, bei der Bode Kaffeevisiten des Kaisers zur Aufmunterung zu Mäzenatentum benutzte, erlangte Bode viele Beitritte zu seinem Verein der Freunde des Kaiser-Friedrich-Museums. Analog zu dem geflügelten Wort „Wer beim Papst frühstückt, muß mit seinem Leben abgerechnet haben“ variierten die Berliner: „Wer mit S.M. (Seiner Majestät) Kaffee trinkt, muß mit seinen Bildern abgerechnet haben.“ Der Kaiser Friedrich-Museums-Verein wurde Vorbild vieler ähnlicher Organisationen anderer Museen. So gelang ihm der Aufbau einer weltweit einzigartig systematisch aufgebauten Skulpturensammlung mit besonderem Schwerpunkt in Werken der italienischen Renaissance sowie die Erweiterung der Gemäldegalerie um Werke italienischer, spanischer, französischer, englischer und deutscher Meister, darunter Hauptwerke von Rembrandt, Rubens und Dürer.

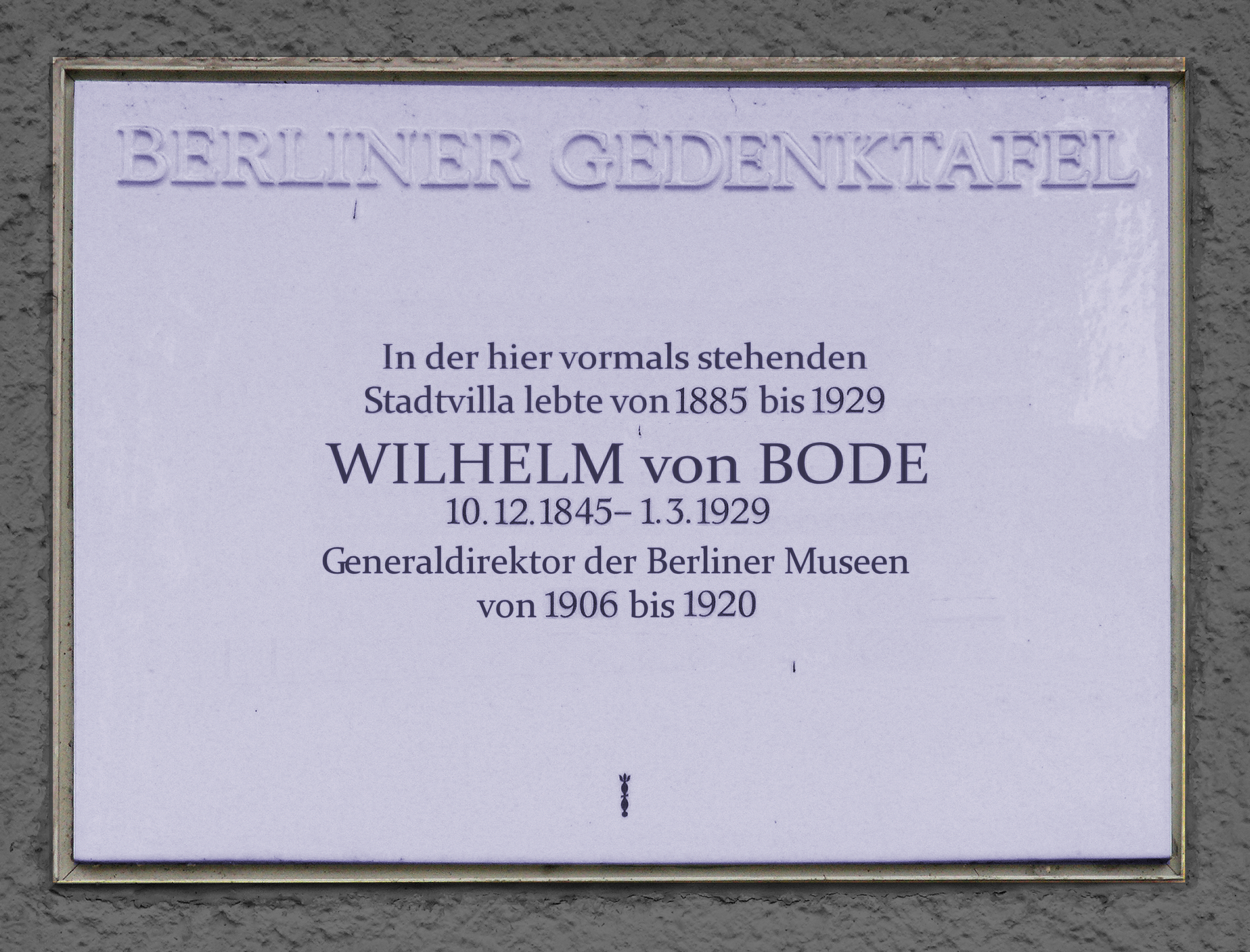
Berliner Gedenktafel am Haus Uhlandstraße 4–5 in Berlin-Charlottenburg

Von Bode war am Aufbau beziehungsweise der Erweiterung zahlreicher anderer Abteilungen der Königlichen Museen beteiligt, wie dem Kupferstichkabinett und der Münzsammlung, der islamischen und der ostasiatischen Abteilung, der archäologischen und der ägyptischen Sammlungen. Er beriet auch Privatsammler und Regionalmuseen bei Ankäufen. Als Generaldirektor veranlasste er seit 1906 die Planung des als Deutsches Museum bezeichneten „Museums älterer deutscher Kunst“ sowie den Ausbau der Antikensammlung und des Vorderasiatischen Museums, die gemeinsam mit dem heutigen Museum für Islamische Kunst im von Alfred Messel und Ludwig Hoffmann seit 1907 geplanten heutigen Pergamonmuseum zusammengefasst wurden.
Für das 1904 eingeweihte Kaiser-Friedrich-Museum und das 1930 übergebene Deutsche Museum entwickelte er das vor allem in den USA Schule machende Konzept, jeden Raum mit Gemälden, Skulpturen, Möbeln, originalen Architekturfragmenten einer Epoche auszustatten und damit die Trennung der Kunstgattungen aufzuheben. Für das Völkerkundemuseum (das heutige Ethnologische Museum) und das heutige Museum für Asiatische Kunst veranlasste er den Neubau eines vierteiligen Museumszentrums in Dahlem (für die vier außereuropäischen Erdteile) nach den Plänen des Architekten Bruno Paul. Infolge des Ersten Weltkriegs wurde jedoch nur einer der vier Bauten fertiggestellt. Nach dem Ende der Monarchie und der Umwandlung der Königlichen in Staatliche Museen trat Bode 1920 in seinem 75. Lebensjahr als Generaldirektor zurück. Sein Nachfolger wurde der bisherige Direktor des Kunstgewerbemuseums Otto von Falke.
Eher kritisch beurteilt wird heute Bodes mehrfach nachgewiesene Praxis, Kunsthändlern und Privatsammlern durch persönliche Beratungen oder von ihm verfasste Gutachten und Kataloge ihrer Sammlungen gefällig gewesen zu sein, wofür sich diese dann mit spektakulären Schenkungen oder beträchtlichen finanziellen Zuwendungen an die Berliner Museen revanchierten. Diese enge Sponsoren-Bindung wird als „System Bode“ bezeichnet. Mit der Erwerbung einer nach seiner Überzeugung von Leonardo da Vinci stammenden Wachsbüste der Flora – die aber vermutlich von einem englischen Bildhauer um 1850 gefertigt worden war – löste Bode 1909 einen jahrelang und europaweit geführten Streit über Kennerschaft und Echtheitsfragen aus, zu dem mehr als 700 Zeitungsartikel erschienen.
Seine zum Teil vielbändigen Werke zur niederländischen Malerei und zur italienischen Plastik wurden lange Zeit als Standardwerke seines Faches angesehen. Sein kunsthistorisches Urteil zählte in der Fachwelt, so war er unter anderem einer der Gutachter beim Dresdner Holbeinstreit. Auch durch seine Tätigkeit wurden die Berliner Museen zu einem der bedeutendsten Museumskomplexe der Welt, vergleichbar allein dem Kunsthistorischen Museum in Wien, dem Pariser Louvre, der Sankt Petersburger Eremitage, der Londoner National Gallery und dem British Museum sowie dem Metropolitan Museum in New York.
Bode wurde von einer Reihe prominenter Maler porträtiert, darunter Max Liebermann (siehe Einleitungsbild), Ernst Oppler und der Niederländer Jan Veth. Der Bildhauer Adolf von Hildebrand schuf im Jahre 1901 eine Marmorbüste. Der Bildhauer Josef Thorak schuf um 1929 eine Porträtbüste.

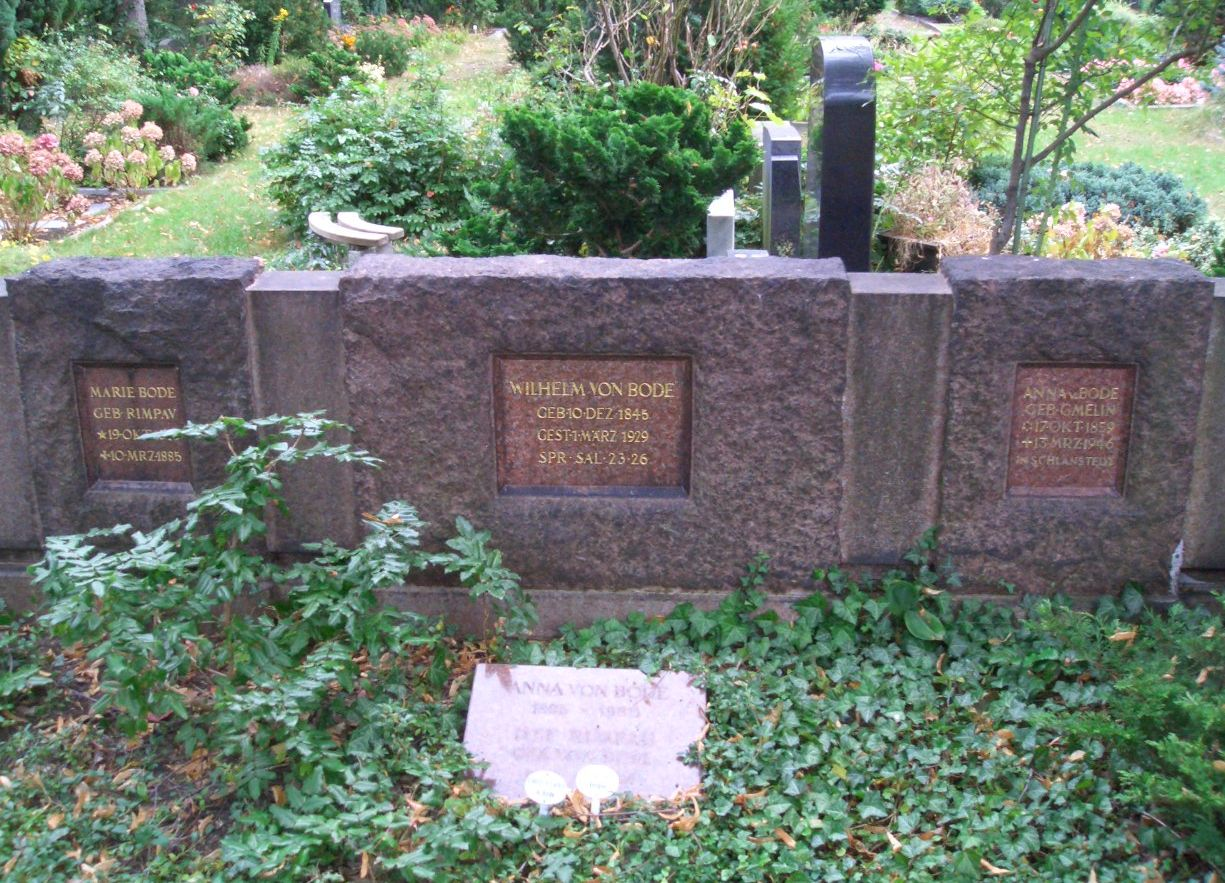
Grab auf dem Luisenfriedhof II, Berlin-Westend, Königin-Elisabeth-Straße 46–50

Bode ist auf dem Luisen-Friedhof II in Berlin bestattet. Sein Grab ist seit November 2018 als Ehrengrab der Stadt Berlin gewidmet. Der Kunsthistoriker und Direktor des 
Germanischen Nationalmuseums Ernst Heinrich Zimmermann war der Sohn seiner Schwester Luise.
Ein Teil seines schriftlichen Nachlasses befindet sich heute im Deutschen Kunstarchiv.

## Auszeichnungen und Mitgliedschaften
Im Jahr 1902 verlieh ihm Kaiser Wilhelm II. den Rothen Adler-Orden Zweiter Klasse mit Eichenlaub. Am 27. November 1914 wurde er in den erblichen preußischen Adelsstand erhoben.
1925 wurde er zum Ehrenmitglied der Preußischen Akademie der Wissenschaften gewählt. Seit 1891 war er korrespondierendes Mitglied der Bayerischen Akademie der Wissenschaften und seit 1909 auswärtiges Mitglied der Königlich Niederländischen Akademie der Wissenschaften. Die Académie royale des Sciences, des Lettres et des Beaux-Arts de Belgique nahm ihn 1889 als assoziiertes Mitglied auf; 1919 wurde er ausgeschlossen.

## Publikationen

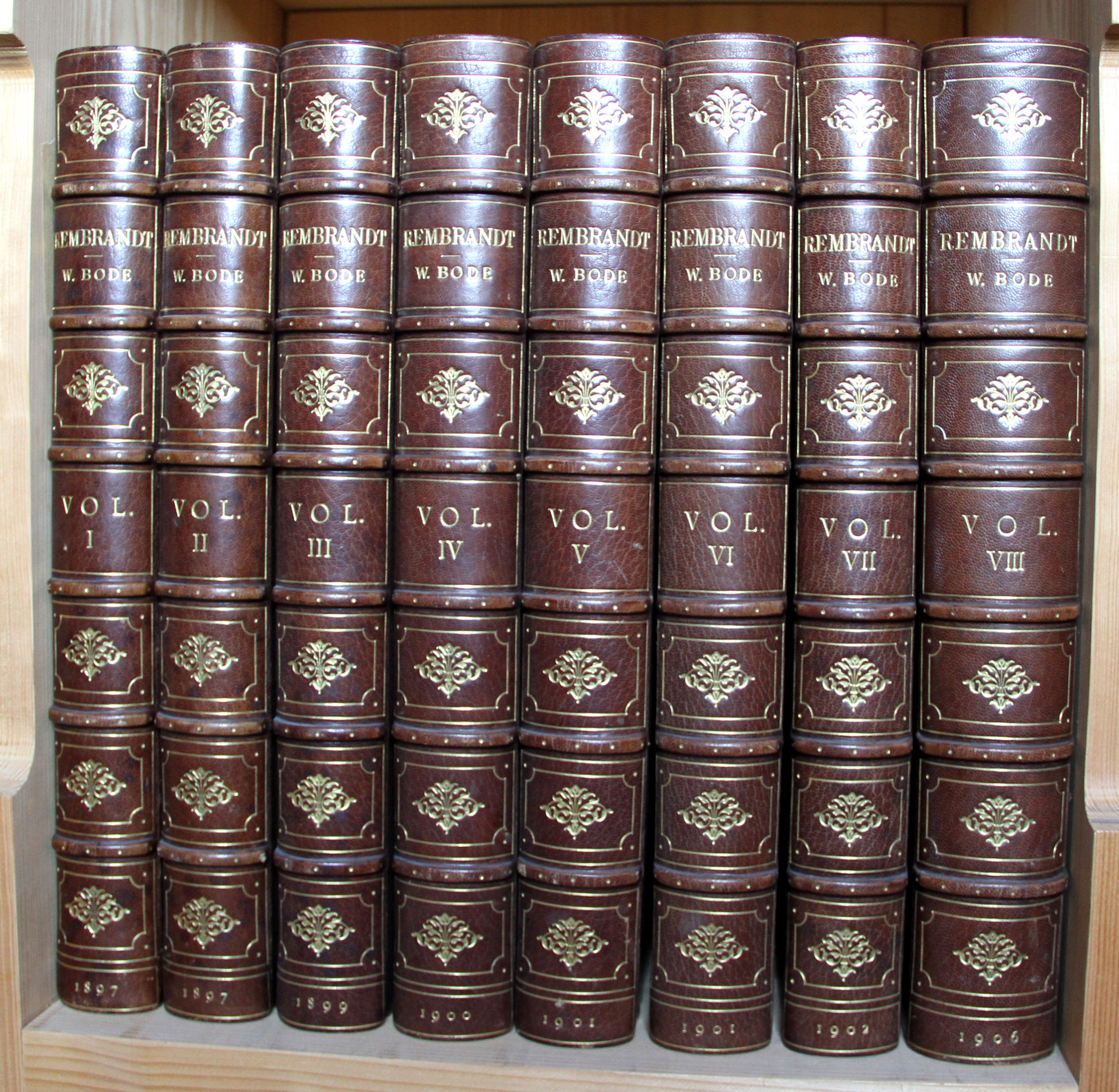
Wilhelm Bode The Complete Work of Rembrandt (Abb. aller Bände)

- Frans Hals und seine Schule. Ein Beitrag zu einer kritischen Behandlung der holländischen Malerei. E. A. Seemann, Leipzig 1871 (Digitalisat).
- Geschichte der deutschen Plastik (=Band II der Geschichte der deutschen Kunst, 5 Bände, 1885ff.). G. Grote, Berlin 1885 (Print-on-Demand: Salzwasser, Paderborg 2012, ISBN 978-3-86444-206-3).
- mit Frida Schottmüller:  Denkmäler der Renaissance-Sculptur Toscanas in historischer Anordnung, 12 Bände. F. Bruckmann, München 1892 (Digitalisat aller Bände).
- L’œuvre complet de Rembrandt. Reproduction par l’héliogravure de tous les tableaux du maître, accompagnée de leur histoire, de leur description et d’une étude biographique et critique. Avec le concours de Cornelis Hofstede de Groot. Traduite par Auguste Marguillier. 8 Bände, Charles Sedelmeyer, Paris 1897–1905.[12]
- Die italienische Plastik (=Handbücher der Königlichen Museen zu Berlin). W. Spemann, Berlin 1891, ab 3. Aufl. 1902 bei G. Reimer, Berlin, 6. Aufl. 1922 (Digitalisat der 2. Aufl.).
- Vorderasiatische Knüpfteppiche aus älterer Zeit (=Monographien des Kunstgewerbes, Band 1). Seemann., Leipzig 1901, 2. umgearbeitete Aufl. mit Ernst Kühnel, 1914, 3. Auflage Leipzig 1922.
- Kunst und Kunstgewerbe am Ende des neunzehnten Jahrhunderts. Bruno und Paul Cassirer, Berlin 1901.
- Florentiner Bildhauer der Renaissance. Cassirer, Berlin 1902, 4. Auflage 1921.
- Rembrandt und seine Zeitgenossen: Charakterbilder der grossen Meister der holländischen und vlämischen Malerschule im siebzehnten Jahrhundert. Seemann, Leipzig 1906, 2., verm. Auflage 1907.
- Die italienischen Bronzestatuetten der Renaissance, Band 1 und 2. Bruno Cassirer, Berlin 1907; Band 3, 1912 (Digitalisat Bd. 1, und Bd. 2).
  - Kleine, neu bearb. Ausg. Berlin 1922.
- Die Anfänge der Majolikakunst in Toskana, unter besonderer Berücksichtigung der Florentiner Majoliken. Julius Bard, Berlin 1911 (Digitalisat).
- (Hrsg.) Frans Hals. Sein Leben und seine Werke. Text von Moritz Julius Binder. 2 Bände, Photographische Gesellschaft, Berlin 1914[13]
- Die Werke der Familie della Robbia (=Bards Bücher der Kunst, hrsg. von Emil Schaeffer, Band 2). Julius Bard, Berlin 1914 (Digitalisat).
- Die Meister der holländischen und flämischen Malerschulen. Hermann Seemann, Leipzig 1917, 9. Auflage 1958.
- Die italienischen Hausmöbel der Renaissance. Mit einer Einführung des Verfassers (=Monographien des Kunstgewerbes, hrsg. von Jean Louis Sponsel, Band VI). Seemann Nachf., Leipzig 1920.
- Sandro Botticelli. Propyläen, Berlin 1921.
- Fünfzig Jahre Museumsarbeit. Velhagen & Klasing, Bielefeld/Leipzig 1922 (Textarchiv – Internet Archive).
- Der Bildhauer Joseph Thorak. J. J. Otten, Berlin-Frohnau 1929 (archive.org).
- Mein Leben, 2 Bände. Berlin 1930 (Digitalisat).

Alle digitalisierten Ausgaben als Liste nach Datum im Internet Archive.